# Edgard Telles Ribeiro
Edgard Telles Ribeiro (Valparaíso, Chile, 13 de novembro de 1944) é um escritor e diplomata brasileiro aposentado radicado no Rio de Janeiro. Em dezembro de 2024, foi eleito para a Academia Brasileira de Letras, assumindo a cadeira 27 que anteriormente foi ocupada pelo poeta Antonio Cicero, falecido dois meses antes.

## Biografia
Edgard Telles Ribeiro iniciou sua carreira como crítico de cinema no Rio de Janeiro, onde escreveu para os suplementos literários do Correio da Manhã e O Jornal, dos Diários Associados. Estudou cinema na Universidade da Califórnia em Los Angeles (UCLA), onde dirigiu alguns curta-metragens. Em 1980, um de seus filmes (“Vietnã, viagem no tempo”) foi exibido na Quinzena de Realizadores do Festival de Cannes. Entre 1978 e 1982, foi professor de cinema na Universidade de Brasília (UnB).

### Na literatura
Como escritor, é autor de treze livros, entre romances e livros de contos, doze deles publicados na Companhia das Letras e na Editora Record. Seu romance mais recente, O impostor, foi publicado pela Todavia Livros em abril de 2020. Um de seus livros, o romance Olho de rei, recebeu o Prêmio da Academia Brasileira de Letras para Melhor Obra de Ficção de 2006. Outro romance seu, O punho e a renda, que versa sobre a ditadura brasileira de 1964-85, conquistou o Prêmio de melhor Romance do Pen Clube em 2011. Outros livros seus, de contos inclusive, foram finalistas dos Prêmios Jabuti (2º e 3º lugares). Algumas de suas obras foram publicadas nos Estados Unidos e em diversos países europeus, entre elas O criado-mudo, em 1994 (I Would Have Loved Him if I had not Killed Him, St. Martin´s Press) e, mais recentemente, em 2014, O punho e a renda (His Own Man, editora Other Press). Seus livros foram prefaciados por Antonio Candido, Ana Maria Machado, Ivan Junqueira, Moacyr Scliar, Carlos Augusto Calil e Alfredo Grieco, entre outros.

### Na diplomacia
Como diplomata, viveu em diversos países (Estados Unidos, Equador, Guatemala, Nova Zelândia, Malásia, Tailândia). Quando em Brasília, trabalhou sobretudo na área cultural do Ministério das Relações Exteriores. É autor também de tese acadêmica intitulada Diplomacia Cultural, seu papel na política externa brasileira.
Em agosto de 2005, Edgard Telles foi condecorado pelo presidente Luiz Inácio Lula da Silva com o grau máximo da Ordem de Rio Branco, a Grã-Cruz ordinária.

### Academia Brasileira de Letras
Edgard, que já havia se candidatado a uma das cadeiras da ABL em março de 2024, quando perdeu a disputa para a historiadora e antropóloga Lilia Schwarcz (na vaga deixada por Alberto da Costa e Silva), submeteu novamente seu nome para se tornar um dos imortais da Academia em dezembro de 2024, desta vez para o lugar tornado vago pela morte de Antonio Cicero.
Em uma eleição que foi disputada por outros 13 autores (Lucas Pereira da Silva, Tom Farias, Sonia Netto Salomão, José Efigênio Eloi Moura, Eduardo Baccarin Costa, Ruy da Penha Lobo, João Calazans Filho, Martinho Ramalho de Melo, Alda de Miranda, Chislene de Carvalho, J. M. Monteirás, Remilson Soares Candeia e Antônio Porfirio de Matos Neto), Edgard ganhou em sua segunda tentativa, com 28 votos de 39 possíveis.

## Obra literária

### Ficção
- O criado-mudo (romance), 1ª edição: Brasiliense, 1991; 2ª edição: Editora 34, 1996. I would have loved him if I had not killed him, St Martin's Press, EUA, 1994; Die Brasilianerin, Rütten & Loening, Alemanha, 1995; Eeen jonge Braziaanse, Uitegeverij Anthos, Holanda, 1996. La Mesilla de noche, Los Libros del Asteroide, Espanha, 2007[15], com 2ª e 3ª edições em 2008 e 2009. 3ª edição brasileira, Ed. Record, 2008.
- O livro das pequenas infidelidades (contos), 1ª edição, Companhia das letras, 1994; 2ª edição, Editora Record, 2004.
- Larvas azuis da Amazônia (novela), 1ª edição, Companhia das letras, 1996.
- Branco como o arco-íris (romance), Companhia das letras, 1998.
- No coração da floresta (contos), Editora Record, 2000.
- O manuscrito (romance), Editora Record, 2002.
- Histórias mirabolantes de amores clandestinos (contos), Editora Record 2004, 2º lugar no prêmio Jabuti 2005 e 3º no Portugal Telecom 2005.
- Olho de rei (romance), Editora Record, 2005, Prêmio da Academia Brasileira de Letras para Melhor Obra de Ficção 2006 e 3º lugar no Prêmio Jabubi 2006 na categoria romance.
- Um livro em fuga (romance), Editora Record, 2008.
- O punho e a renda (romance), Editora Record, 2010, Prêmio de Melhor Romance do Pen Clube 2011; 2ª edição revista, Editora Record 2014.
- Damas da noite (romance), Editora Record, 2014.
- Uma mulher transparente (romance), Editora Todavia Livros, 2018.
- O impostor (novela), Editora Todavia Livros, 2020.
- Figuras de Bastidores (conto). Revista Brasileira, Academia Brasileira de Letras, Ano IV. Número 106, 2021.

### Não ficção
Diplomacia Cultural, seu papel na política externa brasileira, Instituto de Pesquisa de Relações Internacionais (IPRI) /Fundação Alexandre de Gusmão / Ministério das Relações Exteriores, 1ª edição 1989; 2ª edição revista e anotada, 2011.
Memória. Oásis, ma non troppo. Revista Piauí. Edição 174, março 2021.
Memória. Os claros da vida. Revista Piauí. Edição 183, dezembro 2021.

## Entrevistas
- Ilusões perdidas - desencanto, tristeza e mistério dão o tom ao romance "Uma mulher transparente", entrevista com Edgard Telles Ribeiro. Marcio Renato dos Santos. Rascunho: o Jornal de Literatura do Brasil. Edição impressa e digital, julho de 2018
- EDGARD TELLES RIBEIRO & JOSÉ CASTELLO: “A literatura está intimamente ligada à existência, e é isso que a torna potente”. Godofredo Neto. Fórum de Literatura Brasileira Contemporânea, 2015
- "Literatura, memória e resistência" Livraria Tapera Taperá, 29/11/2018
- "Literatura pessoal e diplomacia cultural" - Programa Renascença, Diplomacia para democracia. Livraria Tapera Taperá, 21/12/2020
- Words without Borders Conversations: Clarice Lispector with Benjamin Moser and Edgard Telles Ribeiro. By Eric M.B. Becker, 28/09/2015
- Programa "Sempre um Papo" com Edgard Telles Ribeiro. Brasília, 2004
- Programa "Umas Palavras" com Bia Corrêa do Lago, Canal Futura, 7/07/2007[16]

## Trabalhos sobre o autor
- CARNEIRO, S.N.V. O requinte na prosa de Edgard Telles Ribeiro. Revista entrelaces, Universidade Federal do Ceará, 2007.
- DUSILEK, Adriana. A representação da metamemória no romance brasileiro: um olhar sobre Olho de rei, de Edgard Telles Ribeiro, e Leite derramado, de Chico Buarque. 2013. 202 f. Tese (doutorado) - Universidade Estadual Paulista Júlio de Mesquita Filho, Faculdade de Filosofia, Ciências e Letras de Assis, 2013.
- MEYER, Luiz. Um personagem no divã. O psicanalista Luiz Meyer comenta O IMPOSTOR, novo romance de Edgard Telles Ribeiro. Todavia livros, 08.05.2020
- PORTÁCIO, Denilson Albano. O criado mudo. A arqueologia de uma personagem. Revista de Letras, Universidade Federal do Ceará (UFC), 1998
- PROSDOCIMI, Francisco. O pavão e o condor. O punho e  a renda, de Edgard Telles Ribeiro.  Fórum de Literatura Brasileira Contemporânea. Programa de Pós-Graduaçã em Letras Vernáculas - PPGLEV, Universidade Federal do Rio de Janeiro, 2011.